# ゲルト・フォン・ブロットニッツ
ゲルト・フォン・ブロットニッツ（Gerd von Blottnitz, 1936年 - ）は、ドイツ出身の軍人。いわゆるコンゴ動乱に参加した傭兵の1人である。

## 経歴
1936年、ベルリンにて生を受ける。彼自身はフォン・ブロットニッツ家が貴族ブロッホ・フォン・ブロットニッツ（Bloch von Blottnitz）の末裔だと主張している。父はドイツ国防軍の大尉だった。敗戦後、エルブロンクから追放されたフォン・ブロットニッツ家はニーダーザクセンに移住した。1949年には南アフリカへ移住し、1950年には現地で農場を購入している。南アフリカで教育を受けた後、ゲルト・フォン・ブロットニッツはドイツ連邦共和国（西ドイツ）にて連邦空軍に入隊した。彼自身が語るところによれば、飛行要員として半年勤務し、士官学校にも出席したという。彼は長く務めるつもりもなかったため、少尉に任官することなく南アフリカに帰国した。
1964年、コンゴ政府はシンバの反乱を受けて傭兵の募集を行った。この際、フォン・ブロットニッツは軍曹として第52コマンド部隊（52 Commando）に入隊した。この部隊は50名ほどの傭兵から成り、指揮官はドイツ国防軍出身の傭兵ジークフリート・ミュラーであった。1965年1月、第52コマンド部隊の上級部隊である第5コマンド部隊に出納長（Zahlmeister）として配属された。この部隊の指揮官は著名なアイルランド人傭兵マイク・ホアーであった 。1965年秋、フォン・ブロットニッツに給与窃盗の容疑がかけられる。この時、彼は週末休暇中でアルベールビルの兵舎を離れレオポルドビルにいた。彼は誰もいない兵舎に金銭を残すことを避けるべく全て持ち歩いていたのだという。また、レオポルドビルに向かう際に米軍将校を詐称して米空軍のC-130輸送機に乗り込んでいたため、後にアメリカおよびコンゴ政府間に動揺をもたらした。結局、軍法会議では無罪と判断されたものの、警告を与えられている。
1965年には西ドイツの大衆誌『シュテルン』の記者ゲルト・ハイデマンによるフォン・ブロットニッツへのインタビューを記録した映像が、ヴァルター・ハイノウスキーが制作したドイツ民主共和国（東ドイツ）のプロパガンダ映画『Kommando 52』の中で使用された。

## 映画
- Walter Heynowski: Kommando 52, DEFA 1965